# Proper Introduction to Ike Quebec: Blue Harlem
A Proper Introduction to Ike Quebec: Blue Harlem è un album raccolta di Ike Quebec, pubblicato dall'etichetta Proper Records nel 2004.
Contiene brani di gruppi con Quebec come leader degli anni quaranta.

## Tracce
1. Tiny's Exercise – 3:40 (Tiny Grimes) – Registrato il 18 luglio 1944 al "WOR Studios", New York
2. She's Funny That Way – 4:28 (Neil Moret, Richard A. Whiting) – Registrato il 18 luglio 1944 al "WOR Studios", New York
3. (Back Home Again In) Indiana – 4:00 (James F. Hanley, Ballard MacDonald) – Registrato il 18 luglio 1944 al "WOR Studios", New York
4. Blue Harlem – 4:37 (Ike Quebec) – Registrato il 18 luglio 1944 al "WOR Studios", New York
5. Hard Tack – 3:05 (Buster Harding) – Registrato il 25 settembre 1944 al "WOR Studios", New York
6. If I Had You – 3:25 (Jimmy Campbell, Reginald Connelly, Ted Shapiro) – Registrato il 25 settembre 1944 al "WOR Studios", New York
7. Mad About You – 4:15 (Joe Bishop, Roger "Ram" Ramirez) – Registrato il 25 settembre 1944 al "WOR Studios", New York
8. Facin' the Face – 4:10 (Ike Quebec) – Registrato il 25 settembre 1944 al "WOR Studios", New York
9. Blue Turning Grey over You – 4:00 (Andy Razaf, Fats Waller) – Registrato il 10 aprile 1945 al "WOR Studios", New York
10. Dolores – 3:17 (Louis Alter, Frank Loesser) – Registrato il 10 aprile 1945 al "WOR Studios", New York
11. The Day You Came Along – 4:04 (Sam Coslow, Arthur Johnston) – Registrato il 10 aprile 1945 al "WOR Studios", New York
12. Sweethearts on Parade – 2:56 (Carmen Lombardo, Charles Newman) – Registrato il 10 aprile 1945 al "WOR Studios", New York
13. I Found a New Baby – 3:53 (Jack Palmer, Spencer Williams) – Registrato al "WOR Studios" il 17 luglio 1945, New York
14. I Surrender Dear – 4:30 (Harry Barris, Gordon Clifford) – Registrato al "WOR Studios" il 17 luglio 1945, New York
15. Topsy – 3:10 (Edgar Battle, Eddie Durham) – Registrato al "WOR Studios" il 17 luglio 1945, New York
16. Cup-Mute Clayton – 2:55 (Buck Clayton, Ike Quebec) – Registrato al "WOR Studios" il 17 luglio 1945, New York
17. Girl of My Mind – 3:16 (Sunny Clapp) – Registrato il 7 agosto 1945 a New York
18. Jim Dawgs – 2:49 (Ike Quebec) – Registrato il 7 agosto 1945 a New York
19. Scuffin' – 2:53 (Ike Quebec) – Registrato il 7 agosto 1945 a New York
20. I.Q. Blues – 2:57 (Ike Quebec) – Registrato il 7 agosto 1945 a New York
21. The Masquerade Is Overa – 2:58 (Herbert Magidson, Allie Wrubel) – Registrato il 23 settembre 1946 al "WOR Studios", New York
22. Basically Blue – 3:04 (Milt Hinton) – Registrato il 23 settembre 1946 al "WOR Studios", New York

## Musicisti
Ike Quebec Quintet
Brani 01, 02, 03 & 04
- Ike Quebec - sassofono tenore
- Roger "Ram" Ramirez - pianoforte
- Tiny Grimes - chitarra
- Milt Hinton - contrabbasso
- J.C. Heard - batteria

Ike Quebec Swingtet
Brani 05, 06, 07 & 08
- Ike Quebec - sassofono tenore
- Jonah Jones - tromba
- Tyree Glenn - trombone
- Roger "Ram" Ramirez - pianoforte
- Tiny Grimes - chitarra
- Oscar Pettiford - contrabbasso
- J.C. Heard - batteria

Ike Quebec Quintet
Brani 09, 10, 11 & 12
- Ike Quebec - sassofono tenore
- Dave Rivera - pianoforte
- Napoleon Allen - chitarra
- Milt Hinton - contrabbasso
- J.C. Heard - batteria

Ike Quebec Swing Seven
Brani 13, 14, 15 & 16
- Ike Quebec - sassofono tenore
- Buck Clayton - tromba
- Roger "Ram" Ramirez - pianoforte
- Keg Johnson - trombone
- Tiny Grimes - chitarra
- Grachan Moncur - contrabbasso
- J.C. Heard - batteria

Ike Quebec All Stars
Brani 17, 18, 19 & 20
- Ike Quebec - sassofono tenore
- Johnny Guarnieri - pianoforte
- Bill De Arango - chitarra
- Milt Hinton - contrabbasso
- J.C. Heard - batteria

Ike Quebec Swing Seven
Brani 21 & 22
- Ike Quebec - sassofono tenore
- Shad Collins - tromba
- Roger "Ram" Ramirez - pianoforte
- Keg Johnson - trombone
- John Collins - chitarra
- Milt Hinton - contrabbasso
- J.C. Heard - batteria